# بخش عزیزم، شهرستان موریسون، مینه سوتا
بخش عزیزم (به انگلیسی: Darling Township) یک منطقهٔ مسکونی در ایالات متحده آمریکا است که در شهرستان موریسون، مینه‌سوتا واقع شده‌است.
 بخش عزیزم ۸۸٫۶ کیلومتر مربع مساحت و ۶۰۰ نفر جمعیت دارد و ۳۵۰ متر بالاتر از سطح دریا واقع شده‌است.